# Rivière aux Eaux Mortes (vattendrag i Kanada, lat 48,45, long -72,83)
Rivière aux Eaux Mortes är ett vattendrag i Kanada.   Det ligger i provinsen Québec, i den östra delen av landet, 400 km nordost om huvudstaden Ottawa.
I omgivningarna runt Rivière aux Eaux Mortes växer i huvudsak blandskog. Trakten runt Rivière aux Eaux Mortes är nära nog obefolkad, med mindre än två invånare per kvadratkilometer.